# 三圣母
三圣母（又称作华岳三娘、华岳圣母、华岳神女)  是中国古代神话传说中登场的仙女。在中国民间为主司婚恋的女神。最早记载出自唐《广异记》，为华山神金天王的三女儿，有个兄弟华岳三郎。

## 神话
关于三圣母最为著名的神话故事出自于民间戏曲《宝莲灯》。三圣母聪明美丽、心地善良，居于华山顶峰的西岳庙圣母殿（又称作圣母宫、圣母庙或雪映宫）中，有婢女灵芝相伴。三圣母拥有一盏威力无比的法器—宝莲灯，每当世间有旱涝之灾时，她便用宝莲灯为民解难，造福当地黎民百姓，相传三圣母在华山上偶遇到人间落第书生刘彦昌，与之结为夫妻，并生下一子，名叫沉香。不料三圣母却因此触犯了天规而被其兄骗走了宝莲灯，随后将三圣母镇压于华山的莲花峰下。待沉香长大后，拜师于霹雳大仙，学得一身本领，最终战胜他的舅舅，用神斧劈开华山，救出了母亲，一家人才得以团圆。

## 民间信仰
当地民间百姓为求国泰民安，风调雨顺，五谷丰登，都前往华山礼拜三圣母。三圣母不仅被民间尊奉为造福女神，同时还被青年男女奉为助佑婚恋的爱神。至今，在陕西西岳庙里，还保留有为其修建的圣母殿(西岳庙是为西岳华山兵神金天王而建的，三圣母在西岳庙的偏殿圣母殿享有奉祀)，殿内供奉有三圣母及其子沉香的神像，到此祭祀的人络绎不绝。

## 古文记载
三圣母最早的来历出自于以下文献：
《太平广记》卷三十二“华岳神女”条引唐代·戴孚的《广异记》略云：士人某应举赴京，宿关西逆旅。有丽人自称公主，拥奴仆亦来投宿，遂与士人同居。乃偕还京，住广厦大宅，贵盛无比。七岁，生二男一女。公主忽欲为士人娶妇，云：“我本非人，不合为君妇。”士人亦竟别婚，而仍与主往来不绝。婚家以其一往辄数日不还，使人候之，见某恒入废宅，恐为鬼神所魅。心疑，且潜书符以间之。公主怒，来相责让，且与诀绝。某问其居，兼求名氏。公主云：“我乃华岳第三女也。”
从唐代《广异记》就可知华岳神灵在唐就已很流行。并记载了一个非常明确华岳神系，三圣母为华山神第三女，与二郎神并无亲缘关系。见载于《广异记》的华岳神女篇，其父亲为华山神（金天王），兄长华山三郎。
同样是《广异记》记载，在《王勋》一则中，华岳三女还与叫王勋的进士有一段风流轶事。王勋“尝与其徒赵望舒等入华岳庙，入第三女座，悦其倩巧而蛊之，即时便死”。王勋的小徒弟吓破了胆，急中生智，找来个跳大神的巫师，“于神前鼓舞”，折腾了许久，王勋终于活过来。赵望舒那颗心还没有落回去，却见老师横眉竖目，冲着自己大吼大叫：“你这死小子，老师我正在快活着哩，你干嘛找个神巫来弹琵琶，冲破我的好运！”众人莫名其妙，只听王勋解释：“三公主本来已把我藏于她的香车之中，正想领我回府，不想望舒让神巫弹起了琵琶，把这件事告诉了她父亲，华山君他的黄门挨个搜查车子，三公主不敢再收藏我，忍痛将我推下地来……”
南宋的皇都风月主人《绿窗新话》中华岳神女的结合对象变成了孝廉韦子卿：
“韦子卿举孝廉，至华阴庙，饮酣，游诸院，至三女院，见其姝丽曰：“我擢第回，当娶三娘子为妻。”
不过整个故事的剧情较广异记的《华岳神女》篇无甚改动，神女依旧热衷于给韦生娶妻，不知打哪儿来的道士也依旧热心地给韦生送来符咒，并亲自飞符召唤岳神（金天王）斥问……只是结局却是迥异：神女被罚杖击，受气不过，先使术摄死韦生那没过门的妻子，又将韦生勾了魂，“其夜遂卒”，结局却是神女杀了书生韦子卿离去。
宋元之际的《异闻总录》中韦子卿遭受同样的结局，只是删去了华岳金天王的准婚，让故事更接近于韦子卿与神女为爱私奔。神女并无被困，故事自然也没有救母情节了。
华岳神女思凡的故事通常被视为沉香故事的雏形。只是故事中神女并未被压在山下，未知后世衍变脉络。
北宋·乐史《太平寰宇记》卷三一：陕西同官县北三十里有女华山，上有女华夫人祠。每有大风雷，多从华岳至此。故老传云华岳女君在此山上，因立祠，每水旱祈祷，有验焉。